# Větrné mlýny
Větrné mlýny je název druhého alba skupiny Klíč. Nahráno bylo v červenci a srpnu 1995 ve studiu Largo. Vydalo ho nakladatelství Venkow v roce 1995. Tvoří jej celkem 14 skladeb. Album získalo zlatou desku.

## Seznam skladeb
1. Šejdíři 2:36
2. Běda poraženým 3:47
3. Lidská komedie 3:28
4. Jen jednu noc 3:06
5. Tam v bílé pláni 4:35
6. Poslední šanson 2:40
7. Hádě 2:35
8. Ctihodní 3:03
9. Balada o věčné lásce 3:26
10. Nářek 3:26
11. Křížový král 3:35
12. Promoklas 2:53
13. Dál plyne čas 2:39
14. Quijote 2:39